# Snude
En snude er en fremstukket del af et dyrs ansigt, der består af næse, mund og kæbe. På mange dyr kaldes det samme område en mule. De våde håløse område omkring næseborene ved næsen kaldes Rhinarium (i daglig tale "kolde våde næse" på nogle dyr). Rinarium bliver ofte associeret med en en bedre lugtesans. Snuden har normalt mange nerver og er derfor et følsomt punkt, der kan betragtes som et svagt eller sårbart sted på de fleste dyr, idet slag på snuden kan lamme eller slå dyret ud pga. opbygningen, og i nogle tilfælde kan den falde af, hvis man anvender tilpas meget kraft.
Snude findes hos pattedyr i en lang række forksellige former. Nogle dy, inklusive bjørne og store katte, har kasse-agtige snuder, mens andre 
har en mere spids form. Svin har en flad cylinderisk snude. 
Dyrene bruger deres snuder til en række forskellige formål. Elefantens snabel bruges både til at spise og drikke, men også til at flytte ting og sociale formål og kontakt. Svin bruger snuden til at grave i jorden, og mange havpattedyr inklusive søelefanter og hvalrosser, benytter ligeledes snudepartiet til at søge efter føde på havbunden.

## Galleri
- En asiatisk elefant (Elephas maximus indicus). Det forlængede næseparti kaldes en snabel, sm dyret bruger til en række formål inklusive at spise, drikke, udforske og flytte ting samt sociale pleje.
- Myreslugerens snudeparti er højt specialiseret til at kunne finde føde i termitbo og myretuer
- Svin har en flad cylenderisk snude som de bruger til at rode i jorden
- Snuden på en cockerspaniel. Hunde har en veludviklet lugtesans.
- Hunde kan avles efter særlige eneskaber. En mops er avlet til at have en meget flad snude.